# Болгури (присілок)
Болгу́ри (рос. Болгуры) — присілок у Воткінському районі Удмуртії, Росія.
Населення становить 634 особи (2010, 509 у 2002).
Національний склад (2002):
- росіяни — 80 %

Урбаноніми:
- вулиці — Красна Поляна, Миру, Молодіжна, Польова, Річкова, Центральна, Шкільна
- провулки — Ключовий, Новий